# رانما ۱/۲
رانما ۱/۲ (به ژاپنی: らんま1/2 Ranma Nibun-no-Ichi، به انگلیسی: ½ Ranma) نام یک مجموعه مانگای ژاپنی معروف به پایان رسیده و موفق که توسط رومیکو تاکاهاشی نوشته و طراحی شده‌است. این سری توسط انتشارات شوگاکوکان از سپتامبر ۱۹۸۷ تا مارس ۱۹۹۶ منتشر شد. از روی نسخه مانگا دو سری انیمه تلویزیونی نیز ساخته شد که پخش آن‌ها در شبکه فوجی تلویژن از آوریل ۱۹۸۹ تا سپتامبر ۱۹۹۲ ادامه داشت.

## داستان
شخصیت اصلی داستان پسری ۱۶ ساله به نام رانما سائوتومه (Ranma Saotome) است که در زمینهٔ ورزش‌های رزمی بسیار مستعد می‌باشد. پدر رانما، گنما سائوتومه، هنگامی که رانما کودک بوده قرار ازدواج او را با یکی از دخترهای دوستش، سون تندو (Soun Tendo)، می‌گذارد تا پس از ازدواج مدرسهٔ رزمی او را برعهده بگیرند. داستان با ورود خانوادهٔ سائوتومه به خانهٔ تندوها و اعلام رسمی وعده شروع می‌شود. از آنجا که رانما در حین تمرین ورزش‌های رزمی در جوسنکیوی (Jusenkyo) چین به همراه پدرش در چشمهٔ نفرین شدهٔ دختر غرق شده افتاده، هنگام تماس با آب سرد به یک دختر تبدیل می‌شود. گنما نیز در اثر افتادن در چشمهٔ نفرین شدهٔ پاندای غرق شده به صورت یک پاندا در می‌آید. سرانجام از میان سه دختر خانوادهٔ تندو از آنجا که دختر کوچکتر خانواده آکانه تندو نیز ۱۶ سال سن دارد و به سختی با پسرها کنار می‌آید قرعهٔ ازدواج به نام او می‌افتد. در ابتدا به علت اینکه تصمیم ازدواج بدون دخالت آن دو گرفته شده هیچ‌کدام این موضوع را قبول نمی‌کنند و رابطهٔ میانشان بسیار متلاطم می‌باشد اما با گذر زمان به تدریج به هم علاقه‌مند می‌شوند.